# Проспект-Хайтс (Бруклин)
Про́спект-Хайтс (англ. Prospect Heights) — район в северо-западном Бруклине в Нью-Йорке (США).
С запада район ограничен Флатбуш авеню, с севера — Атлантик авеню, с юга — бульваром Истерн Парквэй, с востока — Вашингтон авеню. На севере района располагается депо Вандербильд — один из самых грандиозных спорных проектов по модернизации района (проект Atlantic Yards).
Относительно остальных районов Бруклина, Проспект-Хайтс считается маленьким. Он отличается своим культурным разнообразием, а также славится своими зелёными улицами. Район переживает сильные изменения, благодаря чему на его улицах соседствуют старые дома XIX века и современные кондоминиумы класса люкс.
Район Винегар Хилл обслуживает 77-й полицейский участок.